# Natalja Alexejevna
Natalja Alexejevna, född som Wilhelmina Louise av Hessen-Darmstadt 25 juni 1755, död 15 april 1776, var en rysk storfurstinna, gift med Paul I av Ryssland i hans första äktenskap. Hon dog innan Paul blev tsar och var därför aldrig kejsarinna.

## Biografi
Natalja Alexejevna var dotter till lantgreve Ludvig IX av Hessen-Darmstadt och Caroline av Zweibrücken. Hon blev år 1773 inbjuden till Ryssland tillsammans med sina systrar av Katarina den stora som kandidater till ett äktenskap med Rysslands tronföljare Paul, och där utvald till att bli hans brud: de vigdes 29 september 1773. Hon hade då konverterat till den ortodoxa tron och fått ett nytt namn.
Natalja beskrivs som vacker, livlig och nöjeslysten. Hon vägrade lära sig ryska, hade politiska ambitioner och uppmuntrade Paul att störta Katarina och överta tronen. Hon inledde ett förhållande med Pauls vän Andrej Razumovskij, som hade ingått i eskorten till Ryssland, vilket blev allmän vetskap och en skandal vid hovet. Paul själv var dock inte medveten om relationen och vägrade gå med på att Razumovskij sändes bort från hovet. Vid samma tidpunkt blev Natalja gravid. Förlossningen var mycket svår, men trots att barnet uppenbart var för stort för att kunna födas på naturlig väg, utfördes inte ett kejsarsnitt, vilket orsakade hennes död.